# اوزون‌دره (آب‌شوران)
اوزون‌دره (به لاتین: Uzun-Dere) یک منطقه مسکونی در جمهوری آذربایجان است که در شهرستان آب‌شوران واقع شده است.